# Pilisszentiván
Pilisszentiván (németül: Sankt Iwan bei Ofen) község Pest vármegyében, a Pilisvörösvári járásban, a budapesti agglomerációban. A mai település alapítási szerződését 1724. április 24-én írta alá a területet akkor birtokló budai ágostonosok vikáriusa és öt, a mai Németország területéről hazánkba érkezett családfő. A településen mindig is jelentős volt a német nemzetiségűek számaránya, és ma is az, köszönhetően többek között annak is, hogy a második világháború után itt nem került sor kitelepítésre. A németség által képviselt kulturális jellegzetességek mellett jelentősen formálta a település arculatát a szénbányászat is, mivel a Budai-hegységnek ezen a részén, négy szomszédos község közigazgatási területén alakultak ki a XIX-XX. század folyamán a Budapesthez legközelebb fekvő, hosszú ideig – jellemzően évtizedeken keresztül – működő szénbányászati üzemek, és ezen belül is Pilisszentivánon zajlott a leghosszabb időn át a barnakőszén bányászata.
Pilisszentiván ökológia (botanikai) szempontból világszerte is egyedülálló, mert a határában emelkedő Szénások (a Nagy-Szénás, a Kis-Szénás és az ezeket környező kisebb hegyek egyes részein) él a világon csak itt előforduló pilisi len, melynek legközelebbi rokonai csaknek ezer kilométerrel délebbre, Görögország hegyvidéki tájain őshonos lenfajok. Ugyanezen a vidéken jelentős számban fordulnak elő más, kevésbé ritka, de botanikailag így is komoly értéket képviselő növényfajok, védett és fokozottan védett rovarfajok, köztük hazánk legnagyobb méretű szöcskefaja, a posztglaciális reliktum fűrészeslábú szöcske.

## Elnevezése
A község neve a XX. századig Szent Iván vagy Szentiván volt; a Pilis- előtagot a XX. század elején kapta megkülönböztetésként a település. A falu német neve Sankt Iwan, ez az elnevezés a település nemzetiségi nyelvű önelnevezéseként ma is él, néha Sankt Iwan bei Ofen formában. A német Ofen szó itt Budát jelent; tehát a Budánál lévő Szentivánnak nevezték.

## Fekvése
Pilisszentiván a Pilis és a Budai-hegység találkozásánál, Piliscsaba, Pilisvörösvár, Solymár és Nagykovácsi között helyezkedik el az Aranyhegyi-patak, illetve az 1107-es út mentén. Közigazgatási területének északi részén teljesen egybeépült Pilisvörösvárral. Budapest felől közösségi közlekedéssel a Volánbusz három, az Árpád híd autóbusz pályaudvarról induló járatával (a 830-as és 832-es buszokkal) érhető el, de megközelíthető a Budapest–Esztergom-vasútvonalon is, a vonatról a pilisvörösvári vasútállomáson, esetleg Vörösvárbánya megállóhelyen leszállva; mindkét vasúti megállási helytől mintegy tíz-tizenöt perces gyaloglással érhető el a település. Autóval Solymáron keresztül, az 1107. számú mellékúton, vagy a 10-es főút 21-es kilométerszelvényében lévő elágazásnál letérve érhető el a legegyszerűbben.

## Településrészei
A település központi része az elmúlt három évszázadban alapvetően szervesen fejlődött, de egyrészt az egykori szénbányászat miatt, másrészt az egykori külterületek XX. századi beépítése folytán vannak olyan településrészek, amelyek a köznapi használatban is elterjedt, saját névvel rendelkeznek. Az óramutató járásának megfelelő sorrendben, északról indulva ezek az alábbiak.
- Templomhegy: a patakvölgyben fekvő faluközpont fölé Pilisvörösvár felől emelkedő magaslat utcáinak összefoglaló neve. A Templomhegy beépítetlen részének feketefenyővel beültetett erdőfoltja helyi jelentőségű természetvédelmi terület.

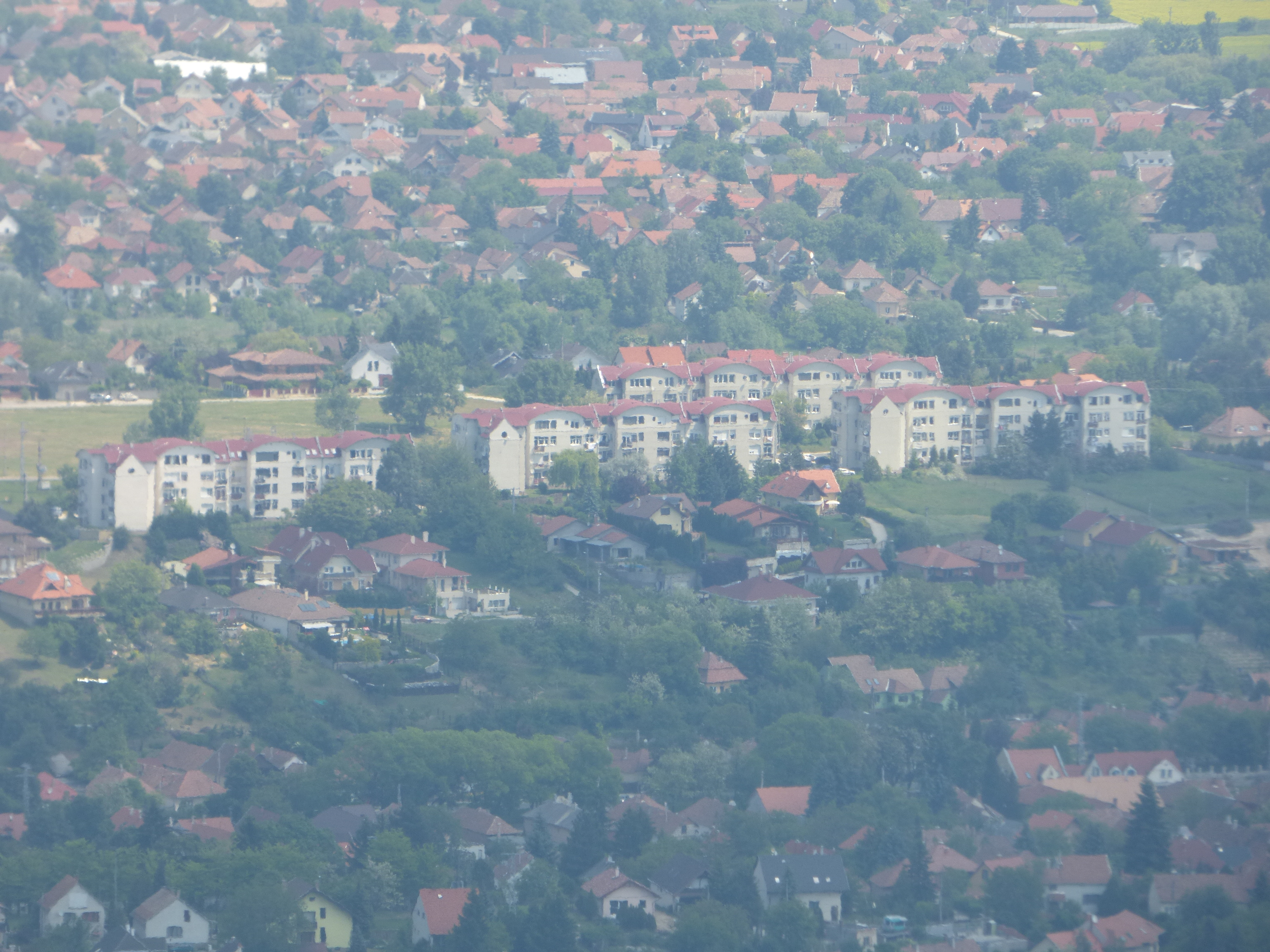
A Pilisszentiván és Pilisvörösvár között álló Jószerencsét lakótelep a Nagy-Szénás csúcsáról nézve

- Jószerencsét lakótelep ("Csillagváros"): a négy épülettömbből álló lakótelep a község központjától északkeletre, a bányák dolgozói számára 1981-1983 között épült négy tömb Klapka utca északi oldalán álló tagja már a szomszédos Pilisvörösvárhoz tartozik. A panorámás társasházak az Aranyhegyi-patak völgye és a Pilisvörösvár vasútállomás között húzódó Szentivánihegy városrész dombvonulatának tetején állnak.
- Bányatelep: az Erzsébet-akna létesítésekor, 1898 körül kialakult, egykor telepszerű községrész, amely a bányászok korábbi lakhelye volt; helyi szóhasználattal nevezték Kolóniának is. Eredeti épületeinek nagy részét a Jószerencsét lakótelep felhúzásának idején lebontották, már csak néhány régi lakóháza áll, a terület mintegy fele beépítetlen, a fennmaradó részen pedig az orvosi rendelő, egy üzem és egy-két újabb ház áll.
- Pacsirtamező, Zsíroshegyi-dűlő: zártkerti, egykor hétvégi házas övezet a központtól délkeletre, a Zsíros-hegy lábánál.
- István-akna: néhány házas lakóterület az erdő közepén, lakóházait az egykori István-aknai [1945 előtti, eredeti nevén Szent István-aknai] bányaüzem megmaradt épületeiből átépítéssel létesítették.
- Szénbánya-dűlő: kifejezetten laza beépítésű, hétvégi házas terület az erdő közepén, a falutól délre.
- Hungária-telep: a telep névadója szintén egy egykori bányaüzem, de a telep maga ma már teljesen hétvégi házas jellegű, szénbányászatra utaló nyom – egy 2011-ben állított emlékhelyet leszámítva – gyakorlatilag nem látható a területen.
- "Rózsadomb": kiveszőben lévő elnevezés az 1960-70-es évek környékéről. Akkor a főúttól délre emelkedő dombhát addig kizárólag mezőgazdasági célra hasznosított, s abban az időben kiparcellázott és lassanként beépülő utcáit (Fenyves, Petőfi, Kossuth stb. utcák) jelölte, a budapesti Rózsadomb analógiájára, arra utalva, hogy csak a jobb módú családoknak volt lehetőségük ezen a területen új ház építésére.
- Fehérhegyi dűlő, Magaskő dűlő: hétvégi házas övezet a Nagy-Szénás lábánál.
- "Flanctelep": szintén kiveszőben lévő elnevezés, az 1950-es évek környékéről. Akkor a mai Hársfa utcában, nem sokkal később a Rét utcában a bányaüzem segítségével költözhettek új építésű házakba a szerencsésebbek. A nem igazán pozitív elnevezés arra utal, hogy a falubeliek szemében a vállalati segítséggel új otthonhoz jutás flancolásnak minősült.
- Károlyhegyi dűlő: hétvégi házas övezet a település Piliscsaba felőli végén.

## Története

### A török idők előtt
A jelenlegi ismeretek szerint a település múltja csak a XVIII. század elejéig vezethető vissza, korábban erről a területről nem ismeretes lakott hely, sőt még a török világ utáni első összeírások sem tesznek említést Szent Ivánról. Egyes írott források említést tesznek a Budai-hegységből egy Battháza, illetve egy Iwanfelde nevű faluról, feltevések szerint ezek a nevek a török hódoltság előtt itt létezett települést jelölik, de erre bizonyíték ezidáig nem került elő.
Egykoron itt létezett településre utal 1714-ből egy 80 éves óbudai polgár azon vallomása, mely szerint egy egykor itt állt régi templom köveit a törökök Vörösvárra vitték és ott építkezésre használták fel. Ugyanezt valószínűsíti egy 1723-ból származó irat, illetve az is, hogy a községben található, ma is használatban lévő lélekharangon az öntés dátuma 1665, és a régi öregek kollektív emlékezete szerint a harangot az 1838-as esőzések idején a falu fölötti erdőkből hozta le a megáradt Vadász-réti-patak.
Lakott helyet valószínűsítenek még azok a régészeti leletek is (igaz, sokkal régebbi korból), amelyek a 2000-es évek második felétől kerültek elő Pilisszentiván határában, a községtől délre eső, erdős területen. A kérdéses helyen egy kelta eredetűnek gyanított fal-sánc és más, építettnek tűnő falrészek maradványai kerültek elő, sok cseréptöredékkel, melyek valószínűleg ugyancsak az időszámítás előtti korból valók, és sokféleségükkel azt sugallták, hogy hosszabb időn keresztül élhettek emberek a területen. A falakra utaló – máshonnan ide szállított kövekből álló – kőrakások mellett edénydarabok, egy római érme, és kis számban fémtárgyak is előkerültek ugyanitt.

### A német betelepülés
A török hódoltság után a budai ágostonosok 1708. december 10-én nádori adományozásként kapták birtokba Szent Ivánt. 1723-ig csak egy vendégfogadó és egy erdészház volt, valamint egy gazdálkodó testvér tevékenykedett a mai község területén. Az első betelepülők 1723-tól a németországi Schwarzwald (Fekete-erdő) vidékéről érkező németek voltak, de közülük többen rövid itt tartózkodás után tovább költöztek. 1724 áprilisából való a község első ismert települési szerződése, melyben öt Németországból érkezett család szentiváni letelepedését foglalták okiratba.
1750-ben Tersztyanovszky János kapta birtokul Szent Ivánt, nádori adományként és az Ágoston-rendi atyáknak fizetendő 5700 Ft kártérítés fejében. Őt követve fia, Tersztyanovszky József lett a birtokos, akinek 1769-ben bekövetkezett halála után (nem lévén utódja) a birtok tulajdonosa az a Majthényi Károly lett, akinek Anna nevű leányunokája később id. Madách Imre kamaráshoz ment feleségül. Ezután házasság révén a Marczibányi, majd a Karátsonyi család lett a birtokos. Ők építették az egykori kolostor helyén, annak köveiből a kastélyt, melyet sajnos a második világháború után teljesen leromboltak.

### Szentiván, mint bányászfalu
Változást hoztak a falu életébe a 19. század közepén megnyílt szénbányaüzemek, melyek jó munkalehetőséget kínáltak a falu és a környék lakosságának – bár a helybeliek eleinte idegenkedtek a föld alatti munkától, illetve a főleg Württembergből és Stájerországból érkezett, első bányászoktól. Ekkortájt indult meg a falu lélekszámának növekedése: az első magyarországi népszámlálás idején, 1784-1787-ben a falu népessége 373 fő volt, 1880-ra 648, 1910-re pedig 1222 főre növekedett a lélekszám. [Ma mintegy 4300-an élnek itt.] A bánya egészen 1970-ig, az utolsó bányaüzemek bezárásáig foglalkoztatta a község lakosságának nagy részét és segítette a szociális, kulturális, valamint egészségügyi létesítmények létrehozását.
A község 1894-ben iskolát, majd 1895-ben állami óvodát is kapott. Az első világháborúban 45 férfi halt hősi halált, és a község volt az első az egész országban, mely hőseinek még 1918-ban emlékművet emelt. Az egyházközség 1919-ben alakult meg (addig a település egyházjogilag Pilisvörösvár fíliája volt), 1921-ben pedig Pilisszentiván néven nagyközséggé nyilvánították a falut. 1941-ben a település lakossága már 2286 fő volt, túlnyomórészt katolikusok, németek és magyarok lakták.

### A második világháború után

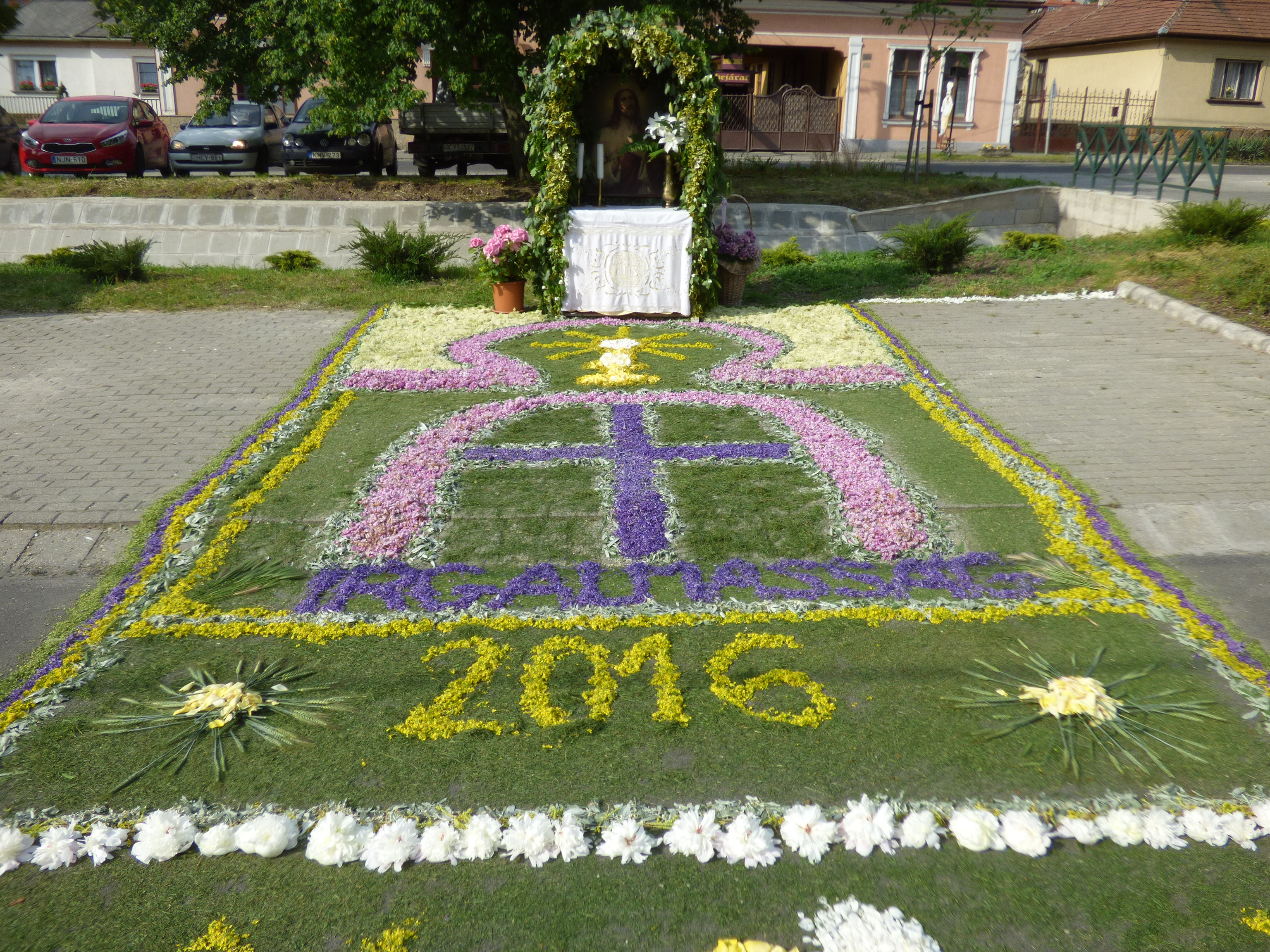
A régi sváb egyházi hagyományok ma is fontosak a településen – úrnapi virágdíszítés 2016-ban

A szovjet csapatok 1944. december 25-én vonultak be végleg a községbe. A háború nem rongálta meg túlságosan a települést, mindössze egy menekülő bombázó által ledobott bombák romboltak le egy házat, melyben egy személy meghalt és a templom ablakai a légnyomástól betörtek. A háborúban azonban sok férfi halt hősi halált, főleg az orosz és német frontokon. A háború után nem került sor a német lakosság nagyobb arányú kitelepítésére, néhány tucatnyi család azonban a front közeledte elől nyugatra menekült, és egy részük nem is tért vissza onnan.
A községben ma több ipari üzem is található és az ország egyik legiskolázottabb települése az értelmiség számarányát tekintve.

## Növény- és állatvilága

### Növényvilága
Pilisszentiván területe florisztikailag a pannóniai flóratartomány Ősmátra flóravidék pilisi flórajárásához tartozik; legjellegzetesebb növénytársulásai a nyílt és zárt dolomit sziklagyepek, amik a település beépített területétől délre, a szigorú védelemnek köszönhetően több helyen is megtalálhatóak még, nagyjából eredeti állapotukban. E társulások legfontosabb növényfaja az egész világon kizárólag itt előforduló pilisi len (más néven pilisszentiváni len vagy dolomitlakó len); további jellegadó növényfajai közé tartozik például a deres csenkesz, a leánykökörcsin, a tavaszi hérics, a kisfészkű hangyabogáncs, a naprózsa, a sziklai perje, a fehér varjúháj és sudár rozsnok.
A középső triász időszakból származó dolomit alapkőzetű, igen változatos alakulású felszínen nyílt és zárt sziklagyepek, sziklafüves lejtősztyepprétek, karsztbokorerdők, elegyes karszterdők, sőt szárazabb vagy üdébb tölgyerdők, gyertyános–kocsánytalan tölgyesek és is kialakulnak; ez utóbbi erdőkben, a társulás nevét adó fafajok mellett elegyesen madárcseresznye, bükk, kis- és nagylevelű hárs, illetve magas kőris is megtalálható. Érdekesség, hogy a pilisszentiváni karsztbokorerdőkben a társulás egyik legfőbb jellegadó cserjefaja, a cserszömörce nem fordul elő, de érdekes az is, hogy az elegyes karszterdő társulásokban az egymástól igencsak eltérő éghajlati igényű bükk és virágos kőris egymás mellett található meg.
A hideg északi völgyoldalakban olyan jégkori növényfajok is fennmaradtak, amelyek a Kárpát-medencéből máshonnan már kipusztultak, ma magashegységi fajoknak számítanak; ilyen például a lila csenkesz (Festuca amethystina), a tarka nádtippan (Calamagrostis varia) vagy a szürke bogáncs (Carduus crassifolius subsp. glaucus). Szintén megtalálható itt az István király-szegfű (Dianthus plumarius ssp. regis-stephani) és a magyar gurgolya (Seseli leucospermum), amelyek Magyarországon csak a Dunántúli-középhegység dolomit sziklagyepjeiben maradtak meg; valamint az ugyancsak ritka növényfajoknak számító, bennszülött bibircses vértő (Onosma pseudarenaria) és a homoki nőszirom (Iris arenaria).

### Állatvilága
A község állatvilágát illetően a legnagyobb természetvédelmi értékkel a Szénások Európa Diplomás Terület állatvilága bír. A dolomit alapkőzetű sziklagyepes-karszterdős területen elsősorban a gerinctelen fauna sokszínű, fajösszetételét a mediterrán és kontinentális elterjedésű fajok túlsúlya jellemzi. Megfigyelhető például a területen az Európa legnagyobb rovarfajának számító fűrészlábú szöcske (Saga pedo), az atlanto-mediterrán elterjedésű, Közép-Európában igen szórványosan előforduló vonalkás földibagoly (Euxoa vitta), illetve a keleti rablópille (Libelloides macaronius) is, mely lepkeszerű kinézete dacára a recésszárnyúak rendjébe tartozik.
A gerinces faunát illetően főként a madárvilág gazdag: az erdőkben számos ragadozómadár, illetve holló fészkel, nagy fajbőségben figyelhetők meg az erdei énekesmadarak és a harkályfélék egyaránt, de a község tavain szórványosan gémfélék is előfordulnak, és találnak maguknak fészkelési lehetőséget a gyurgyalagok, elvétve a partifecskék is. A Jági-tóban barna varangy, kecskebéka, vöröshasú unka, erdei béka, zöld levelibéka, sőt mocsári teknős is előfordul.

## Népesség
A település népességének változása:
| Lakosok száma | 4165 | 4167 | 4226 | 4208 | 4293 | 4279 | 4285 |
|               | 2013 | 2014 | 2018 | 2021 | 2022 | 2023 | 2024 |

A 2011-es népszámlálás során a lakosok 88,4%-a magyarnak, 24,8% németnek, 0,3% szlováknak mondta magát (11,5% nem nyilatkozott; a kettős identitások miatt a végösszeg nagyobb lehet 100%-nál). A vallási megoszlás a következő volt: római katolikus 51,3%, református 5,4%, evangélikus 0,8%, görögkatolikus 0,4%, felekezeten kívüli 12,6% (28,3% nem nyilatkozott).
2022-ben a lakosság 89,3%-a vallotta magát magyarnak, 14,7% németnek, 0,4% szlováknak, 0,2% cigánynak, 0,1-0,1% görögnek, bolgárnak, ruszinnak, ukránnak, szerbnek és románnak, 4% egyéb, nem hazai nemzetiségűnek (10,4% nem nyilatkozott; a kettős identitások miatt a végösszeg nagyobb lehet 100%-nál). Vallásuk szerint 36,7% volt római katolikus, 4,7% református, 0,8% evangélikus, 0,5% görög katolikus, 1,3% egyéb keresztény, 0,7% egyéb katolikus, 12,6% felekezeten kívüli (42,2% nem válaszolt).

## Nevezetességei

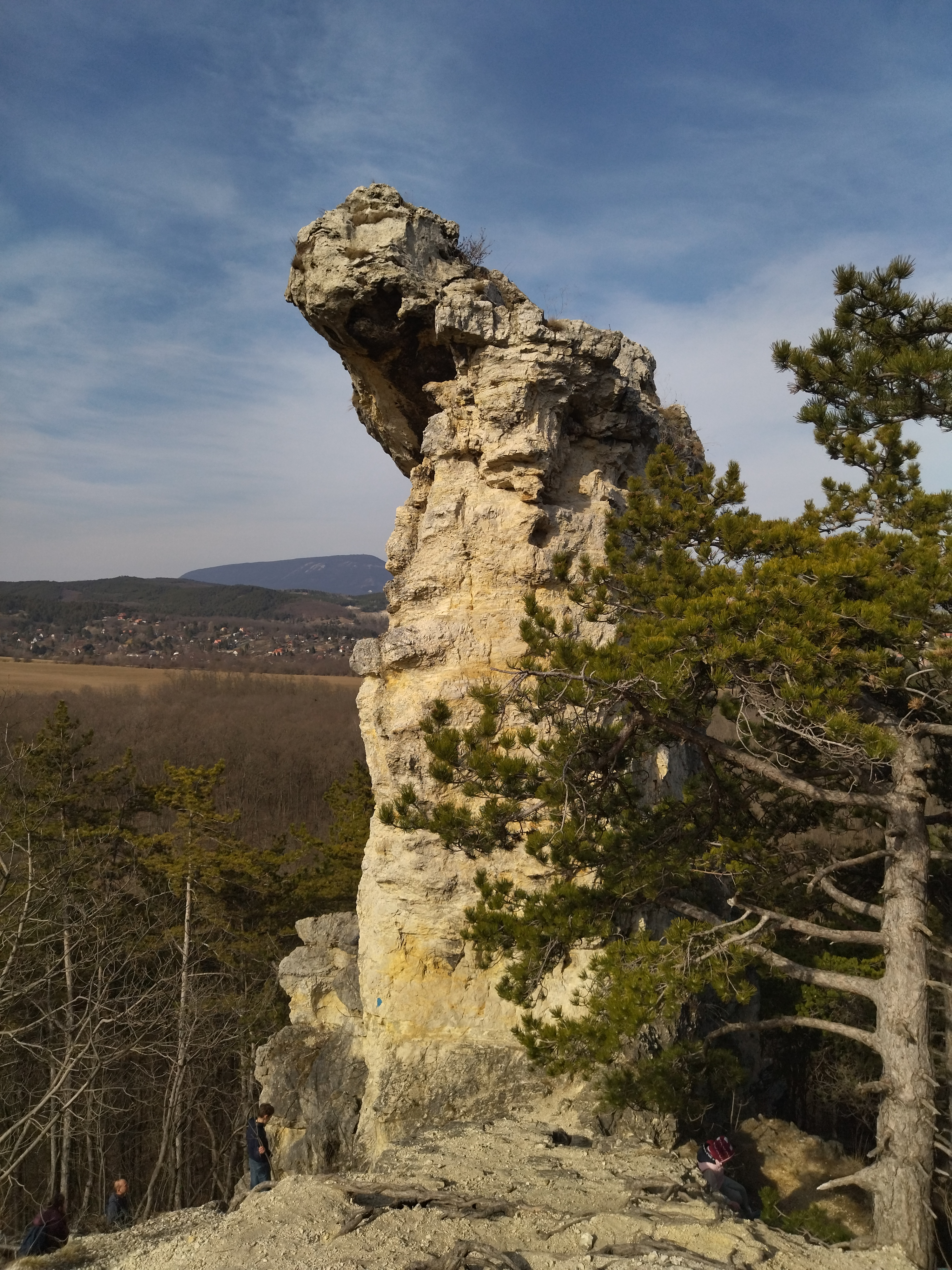
Az Ördög-torony a háttérben a településsel

- Az Ördög-torony a háttérben a településselPilisszentiván területén a Budai Tájvédelmi Körzet fokozottan védett részén, a Kis-Szénás dolomittörmelékes lejtőjén él a világon csak e helyről ismert növényritkaság: az aranysárga virágú dolomitlakó len (Linum dolomiticum). A különleges növényfaj élőhelye Európa Diplomás Terület, s mint ilyen, szigorú előírások vonatkoznak a látogatására. Jelenleg a terület legszigorúbban védett része egyénileg nem látogatható, vezetett túrákat a Duna–Ipoly Nemzeti Park Igazgatósága, illetve a helyben működő Szénások Európa Diplomás Terület Látogatóközpont (Bányász u. 17.) szervez. A védett területen található az Ördög-torony elnevezésű sziklaformáció is.[16]
- Pilisszentiván határában emelkedik az 550 méter magas Nagy-Szénás, mely a Budai-hegység egyik legkedveltebb, fővároson kívüli turistacélpontja, elsősorban a csúcsáról kínálkozó tökéletes, 360 fokos körpanoráma miatt. Közvetlenül a csúcs alatt állt a Nagy-szénási turistaház, amelynek egykori létezésére a megszűnése (~1979) óta már csak egy emlékfal és egy tábla emlékeztet. A Nagykovácsiból kiinduló Nagy-Szénás tanösvényt bejáró vezetett túrák közül a hosszabb túrautak végpontja Pilisszentiván sporttelepénél található.

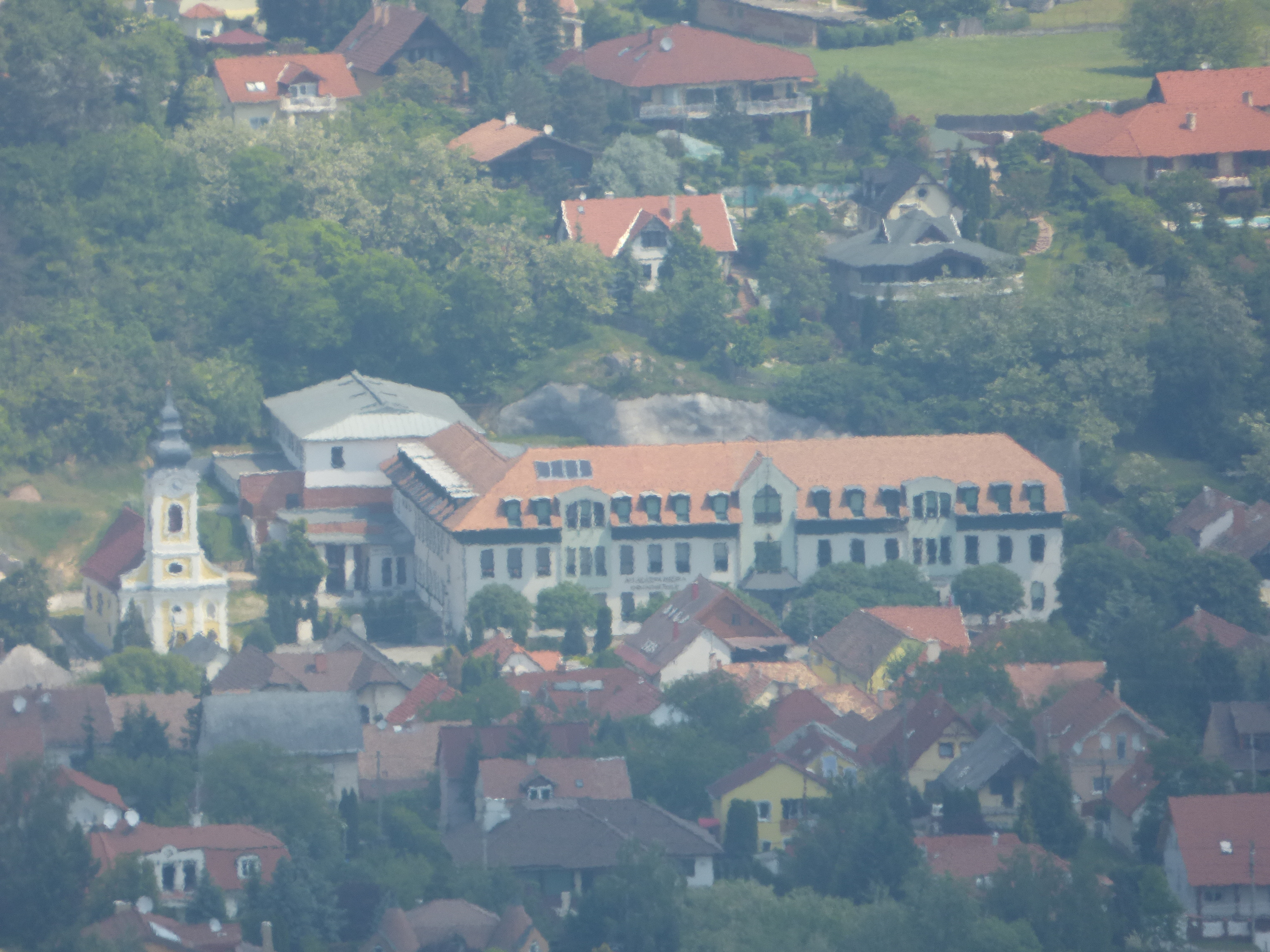
A község főtere a Nagy-Szénás csúcsáról nézve

- A Szűz Mária, az Isteni Gondviselés Anyja-templomot, a község egyetlen (katolikus) templomát az ismert XVIII. századi templomépítész, Nöpauer (Nepauer) Máté tervezte, építését 1780 körül kezdték el, de csak 1796-ban szentelték fel. Festett díszablakait Zsellér Imre ablakfestő mester, orgonáját Vavró József orgonaépítő mester, homlokzati fülkéinek szobrait Bicskei István szobrászművész, szembemiséző oltárát Peller József kőfaragó készítette.[8] Toronyóráját 1999. december 31-én éjfélkor szentelte fel Takács Nándor székesfehérvári püspök. Festményeinek egy része – köztük a korábbi oltárkép – Feszty Masa alkotása.[17] Legutóbbi komolyabb felújítása 2013-ban történt, ekkor nyerte el a toronysisak is a korábbi, vöröses színtől jelentősen eltérő jelenlegi, sötétszürke színét.
- A templom mellett áll a község plébániája, melynek nagyterme kiállítások, rendezvények helyszínéül is szolgál. A plébánia kertjében néhány kegyszobor is található, ezek egyike Árpád-házi Szent Erzsébetet ábrázolja; Manhertz István alkotása (mely Máriahegyi-Miereisz János 1920-as években készült szobrának pontos másolata) 2014. november 19-én került felavatásra és megáldásra.[18]
- A templomtól néhány lépésnyi távolságon belül nem kevesebb, mint hat emlékmű található a község főterén: külön emlékköve van az első és a második világháborús áldozatoknak és az 1956-os forradalom szentiváni áldozatainak, egy kopjafa őrzi az 1848–49-es forradalom és szabadságharc emlékét, emlékművet állított a község az ezredforduló emlékére, valamint egy fából ácsolt emléktábla állít emléket a nyolc "-szentiván" nevű Kárpát-medencei település által létrehozott Szentiváni Charta alapításának. Az első világháborús emlékmű állítási időpontja nem ismert, de a helyi szájhagyomány szerint még 1918-ban vagy 1919-ben került rá sor. Azt mindenesetre több adat is valószínűsíti, hogy Pilisszentiván volt Magyarország első olyan települése, ahol emlékművet állítottak az első világháborús áldozatoknak. (Érdekesség, hogy az emlékművet története során kétszer is áthelyezték.) A második világháborús emlékművet 1991-ben, az 56-os emlékművet 1998-ban emelték, míg a Szentiváni Charta emléktáblája 2002 óta áll a község főterén. A hat emlékmű mellett még egy emlékfa is áll a templom keleti fala mellett, ezt a hársfát a honfoglalás millenniumának tiszteletére ültették, a fa mellett található emlékkő felirata szerint 1896-ban.
- Pilisszentivánon hozzávetőlegesen 1902 és 1937 között egy bányakápolna is állt, a bányatelep és az akkor művelés alatt állt bányavágatok felé vezető út közvetlen közelében, a bányászok védőszentjének, Szent Borbálának a nevére felszentelve. Miután a kápolna szerkezete az altalaj süllyedése (alábányászás) miatt megroggyant, az épületet még a második világháború előtt elbontották, majd a lakosság a pontos helyéről is elfeledkezett, ám 2010-ben egy útépítés során előkerültek az alapjai. Ezek felhasználásával a település helytörténeti egyesülete három részből álló Borbála-emlékhelyet hozott létre a kápolnára és a bányatelepre emlékeztetve. Egyrészt a kápolna körvonalait porfírkő lapokból beépítették az úttestbe, a közelében egy kisebb méretű képfülkét emeltek a kápolna eredeti köveiből és egy információs táblát is kihelyeztek ugyanide. Az emlékhely alkotói Balogh Zoltán építészmérnök, Rádler György építőmester és Pittner Ágnes festőművész voltak.
- Pilisszentiván vallási emlékei közé tartoznak azok a képkövek (képoszlopok, sváb nevükön Bildstockok), amelyekből még ma is 9 darab lelhető fel a település különböző pontjain (térképi adatok szerint korábban a falu 15-16 pontján is állhatott ilyen szentképtartó oszlop). A 2007-ben alakult Pilisszentiváni Helytörténeti Közhasznú Egyesület 2008 őszén kezdte meg még meglévő képoszlopok felújítását, ennek során még 2008 végére elkészült a buszfordulónál lévő képoszlop felújítása,[19] 2009. első felében másik hármat újítottak fel, a Rét, a Vörösvári illetve a Bem utcákban, 2010-2013 folyamán pedig újabb képoszlopok felújítása valósult meg a település területén, szintén az egyesület szervezésében, több esetben jelentős lakossági áldozatvállalással.
- A község főutcáján található az 1986 óta működő, s egy régi parasztházból kialakított Tájház, melyben két helyiség szolgál helytörténeti kiállítóhelyként, két másikat előadóteremként, rendezvények helyszíneként, illetve próbateremként használnak a helyi civil szerveződések; ezek mellett rendelkezik a Tájház (részben fedett) szabadtéri rendezvényterekkel is. Ez a létesítmény ad helyet – sok egyéb mellett – a Német Nemzetiségi Önkormányzat által szervezett rendezvények egy részének, illetve az elmúlt években rendszeresen megrendezett időszaki kiállításoknak is. A Tájházban berendezett kiállítás előzetes egyeztetést követően látogatható. Az utcafronti homlokzaton egy Szent Flórián-szobor, alatta, az épület előtt tűzoltósági emlékobeliszk látható.
- A Tájház előtt, a bejárattól néhány lépésre áll a helyi német nemzetiség emlékfája, és a fa 2002-es ültetésének alkalmából állított, fából ácsolt emléktábla.
- A templom és a Tájház között nagyjából félúton található Pilisszentiván első bányász emlékműve, amely a településen 120 éven keresztül folytatott szénbányászkodásnak állít emléket. Az emlékmű, amelyet a településen élők 1993-ban létesítettek önerőből, Klinger János kezdeményezésére és jelentős anyagi áldozatvállalásával, egy aknakorongból (kötélkorong), egy csilléből és egy aknamélyítő bödönből áll. [A csille biztosan nem a szentiváni bányákban volt használatban, mert nyomtávja eltér a pilisszentiváni bányavasutak nyomtávjaitól.[20]] Az emlékmű a központi helyszíne a községben általában évente két alkalommal (szeptember, illetve december elején) megtartott bányásznapi, illetve Szent Borbála-napi ünnepi megemlékezéseknek.
- A faluban a központi bányász emlékművön felül 2010 óta több helyen állítottak emléktáblákat és emlékköveket az egykori fontosabb bányavágatok és bányatelepek helyén is. Ilyen emlékhelyek találhatók az István-aknánál, a Jóreménység-altáró és a Hungária-akna egykori helye közelében, legújabban pedig a község új temetőjében, az egykori Erzsébet-aknai bányatelep létezésére emlékeztetve. [Ezek sorába tartozik a már solymári területen álló, 2012 szeptemberében létesített azon emlékhely is, amellyel a Solymár-aknának és az itteni bányák közös külüzemének állítottak emléket a két település helytörténeti civil szervezetei.]
- A szénbányászatnak köszönheti létét a Pilisszentiván és Solymár között fekvő halastó, a Slötyi is, mely a környék kedvelt horgásztava és tavasztól őszig népszerű (bár nem teljesen legális) fürdőhelye is. A tó az iszapolást jelentő német Schlämmung szóból kapta a nevét, hiszen egy időben az innen kitermelt homokkal iszapolták be a szénbányák korábban lefejtett és felhagyott bányatérségeit.
- A település másik tava, a Jági-tó egy kis erdei vízfolyás, a Vadász-réti-patak felduzzasztásával jött létre, ez elsősorban kirándulók, természetkedvelők érdeklődésére tarthat számot, annál is inkább, mert innen indul a környék természeti értékeit bemutató tanösvények egyike, a Jági-tanösvény. A tó partján kialakított pihenőhelyen a Duna–Ipoly Nemzeti Park Igazgatóságának munkatársai az év minden szakában rendszeresen tartanak madárgyűrűzési bemutatókat a környék óvodásai, iskolásai és felnőtt érdeklődői számára.
- 2009. április 26-án tartották a pilisszentiváni sváb betelepülés 285. évfordulós ünnepségét, ennek alkalmából a község főútján több helyen állítottak fel a falu múltjának egy-egy fejezetét bemutató ismertető táblákat. Ezeket az ünnepség után is a helyükön hagyták, így általuk az ide látogatók is többet ismerhetnek meg Pilisszentiván múltjából.
- 2012. június 23-án avattak emlékkövet a pilisszentiváni Szent Borbála téren a nyári napforduló emlékére, azzal összefüggésben, hogy a nyári napforduló időpontja (egyben Szent Iván napja) régóta a község egyik legnagyobb ünnepe. A két egymás fölé helyezett, és egy forgózsámoly segítségével egymáson elvileg elfordítható homokkő-tömbből álló emlékmű Molnár Sándor környékbeli vállalkozó kezdeményezésére, a Kőfaragók és Műkőkészítők Országos Ipartestülete jóvoltából került felállítási helyére, a rajta található mintákat – verseny keretében – tíz pályakezdő kőfaragó tervezte és valósította meg. Ugyanezen a háromszög alakú téren (annak keleti, Solymár felőli csúcsán) 2017. augusztus 20-án egy másik hasonló emlékkövet is felavattak, melyen a Állatöv állatövi jegyei jelennek meg; az emlékkő négy fiatal kőszobrász közös alkotásaként valósult meg.
- 2016. június 12-én német nemzetiségi tanösvényt avattak a településen, a Magyarországi Németek Országos Önkormányzatának pályázati támogatásával, az ország első két hasonló, nemzetiségi tanösvényének egyikeként (a másikat két héttel korábban adták át a Baranya megyei Sombereken). A későbbiekben még bővíthető és bővíteni tervezett tanösvény egyelőre hét, interaktív állomásból áll, melyek a Szent Borbála tér (orvosi rendelő) és a Tájház között sorakoznak.[21]

## Közélet

### Önkormányzat
Pilisszentiván rendszerváltás utáni képviselő-testületére nem igazán voltak jellemzők a gyakori személyi változások: 1990-ben megválasztott, első polgármestere, Pénzes Gábor előtte, 1985 és 1990 között egy ciklusban már tanácselnök is volt, és egy hároméves megszakítástól eltekintve (2006 és 2009 között, amikor Sztilkovics Szávó, a Fidesz egyik alapítója töltötte be a polgármesteri tisztséget) egészen 2016-ig maradt a község vezetője. Rajta kívül az aktív képviselők jelentős része is három vagy annál is több ciklusban vett részt a rendszerváltás óta eltelt időszakban a helyi közélet irányításában.
2010-ig a polgármesterrel együtt 12 fő alkotta a képviselő-testületet, a 2010-es önkormányzati választások óta a képviselő-testület taglétszáma hét fő. A képviselők túlnyomó része minden ciklusban független jelöltként jutott be a testületbe; pártjelöltet indítani és a testületbe juttatni az 1990-es évek választásain csak a KDNP, az ezredforduló óta pedig (mind a mai napig) csak a Fidesz, vagy a Fidesz-KDNP pártszövetség tudott.
A rendszerváltás utáni képviselő-testületek egyetlen kivétellel kitöltötték mandátumukat, az eddigi egyedüli kivétel a 2006-ban megválasztott képviselő-testület volt, amely 2009-ben, többségi döntés eredményeként feloszlatta önmagát, a községi beruházások kapcsán kialakult, akkor feloldhatatlannak tűnő belső ellentétek miatt. Bár az addigi képviselők nagy része az időközi választáson is megtartotta pozícióját, a polgármesteri poszton váltás történt: Pénzes Gábor visszakerült a polgármesteri székbe, amit az egy évvel későbbi, "rendes" önkormányzati választás is megerősített.
2014-ben Pilisszentivánon négy polgármesterjelölt indult az önkormányzati választásokon, miután a hivatalban lévő polgármester mellett egy Fideszes és két független jelölt is elindult a polgármesteri székért, a választás eredményeként azonban az addigi faluvezető a következő,  ötéves  ciklusra is magabiztosan megőrizte pozícióját. A teljes ciklust azonban Pénzes Gábor mégsem töltötte ki, mert egészségi és egyéb okokból 2016. január 7-én (január 31-i hatállyal) lemondott tisztségéről. A 2016. május 8-i időközi választás eredményeként az új polgármester Poppréné Révay Gyöngyi addigi alpolgármester lett; ő maradt a poszton a 2019-es választás után is, annál is inkább, mert annak egyedüli polgármesterjelöltje volt.
A polgármester-választások eredményei
- 1990–1994: Pénzes Gábor (független)[22]
- 1994–1998: Pénzes Gábor (független)[23]
- 1998–2002: Pénzes Gábor (független)[24]
- 2002–2006: Pénzes Gábor (független)[25]
- 2006–2009: Sztilkovics Szávó (független)[26]
- 2009–2010: Pénzes Gábor (független)[27]
- 2010–2014: Pénzes Gábor (független)[28]
- 2014–2016: Pénzes Gábor (független)[29]
- 2016–2019: Poppréné Révay Gyöngyi (független)[30]
- 2019–2024: Poppréné Révay Gyöngyi (független)[31]
- 2024– : Richolm Erik (független)[1]

#### Polgármesteri Hivatal
Pilisszentiván polgármesteri hivatala az iskolával közös épülettömbben található, de a XX. század első felében a két intézmény még külön épületben működött (az első községháza még 1883-ban épült, Krachler János építőmester kivitelezésében, egyszerű földszintes épületként, a mai helyén). Az épületrész a mai formáját 1996-ban nyerte el. Házasságkötő terme a községi rendezvények, kiállítások egy részének helyszínéül is szolgál, emeleti folyosóján 2008. február 17. óta Nemes Attila amatőr szobrász állandó kiállítása látható.

#### Generációk Háza
A községi önkormányzat tagintézményeként működő kulturális létesítmény, amely a korábbi bányatelepi orvosi rendelőintézeti épület felújításával és átépítésével jött létre 2010-ben. Elsősorban kibérelhető rendezvényhelyszínként funkcionál, de a létesítmény gondnoka, részint a Pilisszentiváni Kulturális Közalapítvány közreműködésével saját kulturális és egyéb programokat is szervez.

#### Könyvtár
Szintén az önkormányzat tagintézményeként működik 2011 óta a községi könyvtár, amely előtte viszonylag mostoha körülmények és a mainál jóval szerényebb között működött, az iskolai könyvtárral közös, szűk és zsúfolt helyiségben. Önállósulása óta a könyvtár állománya folyamatosan gyarapszik, különösen gazdag a helytörténettel és a német nemzetiség történetével foglalkozó szekciója. Évente néhány alkalommal önálló programokat is szervez.

#### Védőnői szolgálat
A helyi védőnői szolgálat ugyancsak az önkormányzat alárendeltségében működik, a szolgálat munkatársai 2010-ben nyertek állandó, végleges elhelyezést az akkor átadott orvosi rendelői épület északi részében.

### Oktatási intézmények

#### Általános iskola
A község iskolája már a XIX. század óta a templom mellett, a mai helyén működik. Az általános iskola mellett a XX. század második felében zeneiskola is létesült Pilisszentivánon, az 1990-es években pedig kétéves irodatechnikai szakiskolai képzés is indult az intézményben, melynek keretében a nyolcadik osztályt elvégzett diákok további két évben gyors- és gépírói, számítástechnikai, és többféle hasonló szakismeretre tettek szert. Az intézmény fénykorában az iskola főépülete mellett egy (a községhatár közelében elhelyezkedő, de már Pilisvörösvár területén fekvő) különálló épületben is folyt oktatás. 2009-2010 folyamán az iskola jelentős bővítésen esett át, egy eredményes európai uniós pályázat révén.

#### Német Nemzetiségi Óvoda
Pilisszentivánon 1894 óta működik óvoda, amely azonban csak 1947-ben költözött először új, saját épületbe. Az első óvodaépület 1957-ben, 1970-ben és 1978-ban is kisebb-nagyobb bővüléseken esett át, mai formáját – fennállása alatti legnagyobb mérvű átalakításával – 2009-2010-ben nyerte el, így jelenleg hét csoporttal működik. Az intézményben 1970 óta német nemzetiségi nevelés is folyik.

### Egyéb községi intézmények

#### Tájház
A község tájházát egy egykori parasztgazda és kocsmáros, Gábeli József lakóházából alakították ki, avatása 1986. augusztus 19-én történt, de akkor még csak a három utcai helyiséget alakították ki helytörténeti kiállítóhellyé. Az 1990-es évek derekán az épület hátsóbb részeit és az egykori istállót átépítve tovább bővítették a tájházat, mely 1995-ös újbóli avatása óta a Német Nemzetiségi Önkormányzat fenntartásában működik. Jelenleg az utcai épületrész helyiségeiben helytörténeti állandó kiállítás látható, hátsó része időszakos kiállítások illetve egyéb rendezvények helyszíneként, valamint a nemzetiségi csoportok (tánccsoport, zenekar stb.) próbahelyszíneként és raktáraként szolgál. Szabadtéri része 2013 nyarán jelentős bővülésen esett át, ugyanebben az évben az udvarán oktatási-helyismereti célú, két tantermes melléképület is épült.

#### Orvosi rendelő
A település új orvosi rendelője az egykori bányatelepi házak 1978-1982 körüli lebontásával létrejött kopár, üres területen, a község Budapest felőli végén épült 2010-ben, a terület azóta a Szent Borbála tér nevet viseli. Itt kapott helyet a községi háziorvosi rendelések mellett a település védőnői szolgálata és a fogászati rendelés is.

## Gazdasága

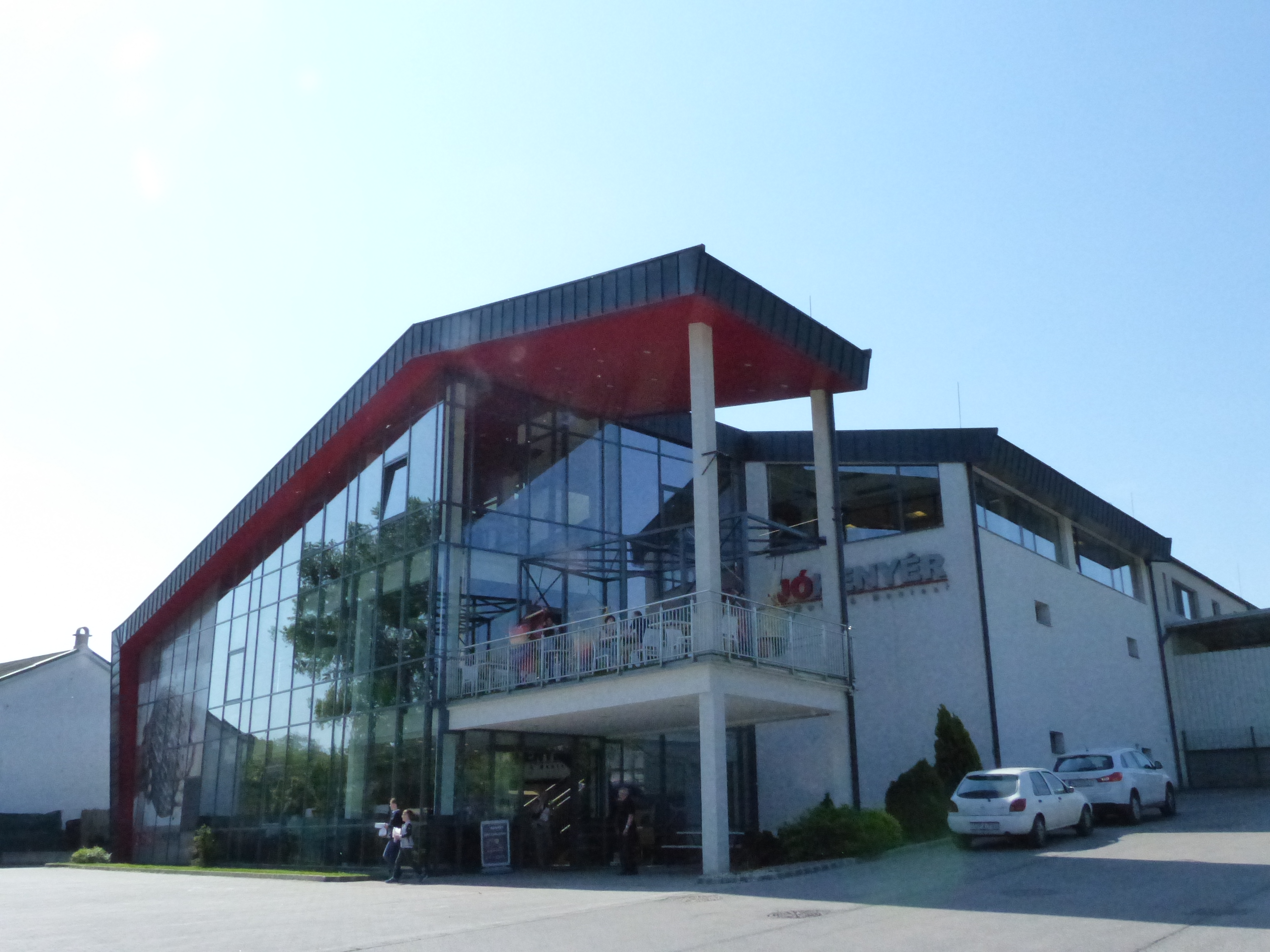
A Jókenyér szaküzlete (Erzsébet Ipari park 4.)

Pilisszentiván a 19. század közepéig mezőgazdasági jellegű település volt, csekély kézműves iparral. [A község határában nagyon jó minőségű agyag volt, melyet feltevések szerint a fazekasok előszeretettel használhattak fel, bár a hasznosítás ténye régészetileg nincs igazolva.] 1849-től azonban szinte egy csapásra bányászfaluvá vált a község, miután a határban 1848-tól több helyen is kitermelésre alkalmas minőségű és ígéretes mennyiségű barnaszenet tártak fel. A település legelső bányaüzeme egy külfejtésű szénbánya volt, majd idővel egyre több ponton nyitottak mélyművelésű bányákat is a község határában, illetve a szomszédos településeken. A helybeliek jó része viszont idegenkedett a föld alatti munkától, ezért a bányaüzemekbe az Osztrák-Magyar Monarchia több más vidékéről is költöztek bányászcsaládok: eleinte főleg Württembergből és Stájerországból, később Magyarország más bányavidékeiről, köztük Brennbergbányáról, Környéről és Ajka–Csingervölgyből. A településen működött fontosabb bányák a Regina-akna, az Irma-akna, az Erzsébet-akna, a Hungária-akna, az István-akna és a Jóreménység-altáró voltak, e két utóbbi bánya egészen 1970-ig, az utolsó pilisi szénbányaüzemek végleges bezárásáig foglalkoztatta a környék lakosságának jelentős részét.
A 20. század közepén háziipari szövetkezet létesült a községben, a bányák bezárását követően pedig a Fővárosi Kőfaragó és Épületszobrászati Vállalat vette át a felhagyott telephelyek, illetve a korábbi dolgozók egy részét. (Az elbocsátott bányászok más része még Dorog környéki bányaüzemekben folytathatta korábbi munkáját.) Ugyanebben az időszakban létesült a PEVDI Bőrdíszműiipari Üzeme a község keleti határában, amely hozzávetőlegesen a rendszerváltás körüli évekig működött.
Miután az 1990-es években a belterület és a solymári határ közötti, jobbára felhagyott mezőgazdasági területek jelentős részét iparterületté nyilvánította a község önkormányzata, számos vállalkozás települt meg ezen az Erzsébet ipari park névre keresztelt területen. A 2010-es évtizedben a község legnagyobb ipari vállalkozásainak a Gentherm Hungary Kft. (korábbi nevén WET Automotive Systems) és a Tungsram-Schréder Rt. tekinthető, amik mellett több fuvarozási, szállítmányozási és egyéb profilú cég is tevékenykedik ugyanitt.

## Fontosabb civil szervezetei

### Kórusok, tánccsoportok, kultúrcsoportok
- Pilisszentiváni Vegyeskórus – 1973 óta működő énekkar, vezetője Neubrandt Ferenc karnagy, repertoárjukon sváb népdalok és klasszikus kórusművek is szerepelnek.
- Német Nemzetiségi Tánccsoport – 1994 áprilisában alakult, azóta is megszakítás nélkül működő, elsősorban sváb hagyományőrzési célokkal létrejött, de magyar táncokat is táncoló tánccsoport; vezetője 1999-től Rádler Henriett.[34]
- Pilisszentiváni Fúvószenekar – Több korábbi előzménnyel rendelkező, jelenlegi formájában 2007 óta működő fúvószenekar, vezetője Spanberger Zsolt.
- Pilisszentiváni Asszonykórus – A Vegyeskórus néhány tagjából 1986-ban szerveződött kamarakórus, szinte kizárólag helyi sváb népdalokat adnak elő, egyik fő céljuk a pilisszentiváni zenei hagyományok őrzése és ápolása. Vezetőjük Neubrandt Piroska

### Társadalmi szervezetek
- Pilisszentiváni Faluszépítő Egyesület – 1989 óta működő civil szervezet, mely főként a közterületek rendben tartása, a védett természeti értékek megóvása, továbbá a komposztálás és a hulladékhasznosítás népszerűsítése terén tevékenykedik. Több helyi kiadvány megjelentetésében is része volt.
- Pilisilen Nagycsaládosok Egyesülete – 1992-ben jött létre nagycsaládos csoportként, a Nagycsaládosok Országos Egyesülete helyi tagozataként; az ezredfordulót követő években vált önálló egyesületté. Elsősorban tagcsaládjaiknak nyújtanak segítséget és szerveznek programokat a számukra, de rendezvényeik egy részét úgy hirdetik meg, hogy szélesebb közönséget is vonzzon.
- Pilisszentiváni Nyugdíjas Egyesület – 1997. február 3-án alakult azzal a céllal, hogy összefogja a község nyugdíjasait, tartalmas és egészséges szabadidős, illetve kulturális programokat szervezve számukra. Több mint 300 tagjával a pilisi térség legnagyobb létszámú civil szervezetei közé tartozik.
- Pilisszentiváni Sportegyesület – a XX. század dereka óta létező, sportcélú civil szervezet, melynek labdarúgó-, túra- és kerékpáros szakosztálya van. Fenntartásukban működik a községi sporttelep és az 1964-ben létesült (majd az 1980-as években bővített) sportöltöző, amely a kezdetek óta helyet ad a Villa Negra nevű sörözőnek is. (Érdekesség, hogy miután a község nyugati felében semmilyen más önkormányzati létesítmény nincsen, a választásokon a sörözőben szokták kialakítani a községi szavazóhelyiségek egyikét.)
- Pilisszentiváni Helytörténeti Közhasznú Egyesület – 2007. november 7-én[35] alakult helytörténeti civil szervezet, alapítóinak fő céljai között szerepel a község és a környékbeli bányák történetével kapcsolatos dokumentumok, fényképek és egyéb emlékek gyűjtése, valamint ezek bemutatása. Alakulásuk óta számos helyi vallási emlékhely felújításában, valamint új helytörténeti jellegű emlékhelyek létesítésében vállaltak jelentős szerepet; minden évben legalább két kiállítást szerveznek, és helytörténeti-helyismereti kiadványokat is megjelentetnek.
- Pilisi Bányászok Horgász Egyesület – Az 1930-as évek végén alakult, a környékbeli szénbányászat folytán kialakult, illetve a Vadász-réti patak mentén mesterségesen kialakított tavak hasznosítására. A szénbányák bezárását követően az egyesület 1979-ben alakult újjá, hagyománytiszteletből az eredeti nevén. Az egyesület végzi a Budai-hegység egyik legnagyobb tavának számító Slötyi-tóban a haltelepítést, a horgásztatást és gondoskodik a tó környékének rendben tartásáról is; évente változó számú (3-5) horgászversenyt is szervez.
- Pilisszentiváni Polgárőrség és Tűzoltó Egyesület – A Pilisszentiváni Önkéntes Tűzoltó Egyesület még a XX. század elején alakult, és a század második felében nagyrészt John János elnökletével működött a településen; a Pilisszentiváni Polgárőrség pedig 1991-ben, az ország rendszerváltás utáni első polgárőr szervezetei között kezdte meg a működését; megszervezését Zombori Zoltán rendőrségi körzeti megbízott kezdte meg, első elnöke Gátas József önkormányzati képviselő lett. Ez utóbbi egyesületet – melynek tagjai a kezdeti években csak saját gépkocsijaikkal és gyalog járőrözve vigyáztak a település biztonságára – 1992. április 27-én jegyezték be a cégbíróságon, majd az 1990-es évek közepén, az országban elsők közt kötöttek együttműködési megállapodást a területileg illetékes (budaörsi) rendőrkapitánysággal, illetve a község önkormányzatával. A két egyesület az 1990-es évek végén egyesült, de a közös szervezet alakuló tagsága szinte kizárólag a Polgárőrség tagjai közül került ki. 2004 novemberében az egyesület saját, a községben állomásoztatott gépjárműfecskendőhöz jutott, jelenleg négy, tűzoltósági és polgárőrségi célokra egyaránt használható járművel rendelkezik; két épületük van (egy szertár és egy híradó-ügyeleti helyiség) és saját ifjúsági csoportjuk is működik. Tűzoltósági emlékhely áll a faluban 2016. június 24. óta a Tájház előtt, s ugyanaznap egy „Polgárőrség fája” emlékhelyet is létesítettek a Slötyi partjának délnyugati sarkánál.

## Ismert emberek, akik a településhez kötődnek
- Borbás Vince botanikus a Pilisszentiván határában fellelhető flóra kutatója volt, a község területén fedezte fel és írta le a világon egyedül itt előforduló pilisi lent. Emlékét annak a hegygerincnek a neve őrzi, amely az egyik legjelentősebb élőhelye ennek a fokozottan védett növényfajnak.
- Itt született 1905-ben dr. Zeöld Imre Péter ügyvéd, hungarista országgyűlési képviselő.
- Itt született 1906-ban Machovich Viktor pedagógus, gimnáziumi tanár.
- György István Balázs Béla-díjas magyar filmrendező, érdemes művész Pilisszentivánon született 1925. december 24-én.
- Itt született Hermann Károly sebész főorvos.[36]
- Ajtay Zoltán vezérigazgatóként a pilisszentiváni bányaművek egyik nagy jelentőségű vezetője volt a XX. század derekán, nevéhez kötődik a környék több bányászati fejlesztése.
- Avar István későbbi színművész fiatalon a község bányatelepén élt és dolgozott.
- Sánta Ferenc 1947 és 1950 között a Dorogi Szénbányászati Tröszt Pilisszentiváni Bányaüzemének alkalmazottjaként a községben élt és dolgozott.
- Sarbu Aladár irodalomtörténész, író a tízes évei nagyobb részét töltötte Pilisszentivánon, az 1950-es években (1953-tól egyetemi tanulmányai kezdetéig), de családjának több tagja már a születésekor is itt élt, és egyik testvére révén jelenleg is aktívan kötődik a településhez. Önéletrajzi ihletésű regényei mindegyikében egyértelműen felismerhető több-kevesebb pilisszentiváni vonatkozás.[37]
- Bayer József magyar filozófus, politológus, az MTA Politikatudományi Intézetének 1998 és 2009 közötti igazgatója, a Zsigmond Király Főiskola rektora (korábban főigazgatója), a Magyar Szocialista Párt 1990-es országgyűlési képviselő-jelöltje 1946. március 1-jén Pilisszentivánon született.
- Itt temették el 1956-os halála után Domonkos László labdarúgót, sírja ma is megtalálható a község 1975 óta nem használt, de sírkertként megőrzött régi temetőjében.
- Révay Ferenc erdőmérnök Pilisszentivánon hunyt el 1974. október 27-én.
- Drapál János motorversenyző a település lakója volt, sírja a községi temetőben található, emlékét 2008. augusztus 1. óta emlékkő és utcanév őrzi egykori lakóhelye közelében.[38]
- Részben itt szolgált papi pályája első 8 évében, 1972 és 1980 között Filó Kristóf későbbi érdligeti, majd budakeszi plébános
- Itt élt és alkotott 1993 és 1997 között Dumitru Bârliga romániai (erdélyi) származású, 1997 óta Kanadában élő kortárs festőművész.
- 2017-ben bekövetkezett halála előtt évtizedeken át itt élt Kovács József bányamérnök, tanbánya-igazgató.
- A település lakója Erdős Miklós televíziós műsorvezető.
- Itt élnek az 1990-es évek óta Acél Anna Kazinczy-díjas rádióbemondó, televíziós műsorvezető és férje Szilágyi Andor író, filmrendező, forgatókönyvíró.
- 1995-től haláláig itt élt Varga Csaba filmrendező, aki díszpolgári címet is kapott a település önkormányzatától, s halála után a község temetőjében helyezték végső nyugalomra.
- Pilisszentivánon élt 2002-től haláláig Pánczél Tivadar nyugalmazott református lelkész.
- Egy időben a községi iskolában tevékenykedett zenetanárként Tóth Armand fuvolaművész–karmester, és jelenleg is ott tanít Eichinger Tibor jazzgitáros.[39]
- A település lakója Varró Dániel költő.[40]

## Pilisszentiván kitüntetettjei

### Díszpolgárok
A Pilisszentiván Díszpolgára kitüntető címet a települési önkormányzat 1993-ban alapította a helyi közösség szolgálatában kiemelkedő érdemeket szerzett személyek méltó elismerése érdekében. A díszpolgári cím azon magyar, vagy külföldi állampolgároknak, szervezeteknek volt adományozható az erről szóló rendelet értelmében, akik, illetve amelyek kiemelkedően jelentős szellemi alkotásuk, tudományos, művészi vagy sport eredményük, egyéb kimagasló munkájuk, vagy életművük révén, országos vagy nemzetközi viszonylatban olyan általános elismerést szereztek, amely hozzájárult a település jó hírnevének öregbítéséhez. Az eredeti rendelkezés szerint a díszpolgári címből választási ciklusonként legfeljebb 10 darab volt adományozható, nemzeti, állami vagy községi ünnepen. A rendelet 2007-es módosításával ez akként változott meg, hogy a díszpolgári cím évente egy alkalommal adományozható, a község legnagyobb saját ünnepének számító Szentiván-napi ünnepség keretében (általában a június 24.-hez legközelebb eső szombati napon).
A díszpolgárok névsora a cím adományozásának dátumával:
- Georg Bauer (Bauer György), Marktleugast – 1993. szeptember 13.
- Manfred Huhs polgármester, Marktleugast – 1993. szeptember 13.
- Herbert Hoffmann nyugdíjas, Untersteinach – 1993. szeptember 13.
- néhai Bitvai István orvos, Pilisszentiván – 1994. április 26.
- néhai Roderburg Ernő plébános, Pilisszentiván – 1994. április 26.
- néhai Sziván János iskolaigazgató, Pilisszentiván – 1994. április 26.
- Neubrandt Ferenc nyugdíjas karnagy és kántor, Pilisszentiván – 1995. december 27.
- néhai Krizsek János tanácselnök, Pilisszentiván – 1998. december 14.
- Marlok Gyula ügyvezető igazgató, Pilisszentiván – 1998. december 14.
- Pénzes Gábor polgármester, Pilisszentiván – 2000. október 2.
- Dr. Koczóh Ferencné Bugaci Elvira pedagógus, Pilisszentiván – 2005. szeptember 7.
- Varga Csaba grafikus, filmrendező, Pilisszentiván – 2006. október 23.
- Hegyeshalmi Ferenc önkormányzati képviselő, Pilisszentiván – 2010. június 19.
- Őri Lajos önkormányzati képviselő, Pilisszentiván – 2010. június 19.
- Metzger Rezső önkormányzati képviselő, Pilisszentiván – 2010. június 19.
- Gátas Ernő önkormányzati képviselő, Pilisszentiván – 2013. június 22.
- néhai Klinger János bányamérnök, Pilisszentiván – 2016. június 23.
- Neubrandt Ferencné Gátas Piroska kórusvezető, Pilisszentiván – 2019. június 20.

### A Pilisszentivánért Emlékérem birtokosai
A Pilisszentivánért Emlékplakett kitüntetést a települési önkormányzat 1993-ban alapította azon természetes vagy jogi személyek tevékenységének honorálására, akik, illetve amelyek "tevékenysége folytán valamely esetben a község érdekeit, jóhírét, megbecsülését szolgálta". Az eredeti rendelkezés szerint az emlékplakettből évente 10 darab volt adományozható, melyből ötöt a képviselő-testület, ötöt a polgármester adományozhatott saját hatáskörben, a helyi civil szervezetek, egyházak, pártok, illetve bármely képviselő saját javaslata alapján. A rendelet 2007-es módosításával ez akként változott meg, hogy a kitüntetés neve Pilisszentivánért Emlékérem névre módosult, átadására évente két alkalommal, március 15-én és október 23-án kerülhet sor, alkalmanként legfeljebb 3-3, összesen 6 kitüntetett részére. Kivételes esetben sor került már eltérő időpontban történő adományozásra is, 2013-ban például az egyik emlékérem átadására június 22-én, a Szentiván-napi ünnepség keretében került sor, egy másik emlékérem átadása november 30-án, a Szent Borbála-napi bányász ünnepséget közvetlenül megelőzően, annak keretében történt meg, és történt már községi emlékérem-átadás az augusztus 20-i nemzeti ünnep helyi programjainak részeként is.
Az elismerésben részesítettek névsora az adományozás évével:
[Az emlékéremben részesítettekre vonatkozó legkorábbi információk 2004-ből származnak, az alapítástól 2004-ig terjedő időszakból az elismerés adományozására nem ismeretes publikált adat.]
- Horváth György nyugdíjas egyesületi vezető (2004)
- Kállói Lajos és Soós Mártonné Szele Erzsébet nyugalmazott pedagógusok (2005)
- Kakas János nyugalmazott bányaigazgató (2006)
- Engert Miklósné Gátas Mária nyugalmazott óvónő, néprajzi hagyományőrző; Klinger János bányász hagyományőrző; Marlok Ferencné Gátas Katalin, a helyi Karitász-csoport korábbi vezetője; id. Székely József sportegyesületi vezető; Wippelhauser Ferencné Schuck Mária sekrestyés (2007)
- Gátas József zenész, nyugalmazott pedagógus és sportvezető; Marlok Gyuláné Stocker Erzsébet, a német nemzetiségi önkormányzat elnöke; dr. Nagy Ágnes háziorvos; Neubrandt Ferencné Gátas Piroska kórusvezető; Révay Paula nyugalmazott pedagógus (2008)
- Dr. Mirk Mária nemzetiségi önkormányzati képviselő; Nádudvari Rudolf korábbi önkormányzati képviselő, civil aktivista; Őry Anna nyugalmazott pedagógus; Stocker Ferencné Bossák Marianna könyvelő, civil aktivista (2009)
- Feketéné Ziegler Ágota helytörténeti egyesületi elnök; Futó Károly korábbi sportvezető; Reményi Andrea iskolaigazgató (2010)
- Gátas István nyugalmazott műszakiiroda-vezető (posztumusz); Nádai Béla, a helyi cserkészcsapat alapítója; Szanyi Tiborné Háber Irma nyugalmazott vb-titkár (2011)
- Meggyesi Rezső nyugalmazott pedagógus; Rádler György korábbi önkormányzati képviselő (2012)
- Csovics Balázs helytörténeti egyesületi alelnök; Rádler Henriett tánccsoport-vezető; id. Székely József sportegyesületi vezető [másodszor], Norbert Volk marktleugasti polgármester (2013)
- Kertész Péter korábbi plébános (2014)
- Gátas Erzsébet Judit nyugalmazott pedagógus; Komp Károlyné Metzger Mária hagyományőrző, civil aktivista; Kovács Gábor, a helyi cserkészcsapat alapító parancsnoka (2015)
- Pilisszentiváni Asszonykórus, 944. számú Szent Borbála Cserkészcsapat (2016)
- Ulicsnik Gyuláné Bauer Erzsébet és Ulicsnik Gyula civil aktivisták, Harnisch Ákos sportoló, Brandhuber János nyugalmazott karmester, zenekarvezető (2017)
- Marlok Tamás hitoktató, a katolikus egyházközség világi elnöke; Poppre Vilmos zenész, a helyi kutyaiskola alapítója; Szilvási László nyugalmazott iskolaigazgató, Franz Uome marktleguasti polgármester, Michael Laaber marktleugasti jegyző, Pilisszentiváni Vegyeskórus (2018)
- Pilisszentiváni Német Nemzetiségi Tánccsoport, Pilisszentiváni Fúvósegyüttes (2019)

## Pilisszentiván testvérközsége
- Marktleugast, Németország (1988)

Pilisszentivánról mintegy 50 család menekült a második világháború utolsó időszakában (1944. decemberében) Bajorországba, a Kulmbachi járás településeire (túlnyomórészt Kupferbergbe, Ludwigschorgastba és Marktleugastba), a front közeledése elől. A Marktleugasttal való partnerkapcsolat a településen élő, ugyancsak pilisszentiváni születésű Bauer György (Georg Bauer) kezdeményezésére jött létre 1988-ban, a partnerségi megállapodás megkötését pedig a Pilisszentiváni Vegyeskórus egy németországi látogatása alapozta meg, melynek során a kórus Marktleugastban is eltöltött némi időt.
A kétnyelvű okiratot 1988. október 21-én írták alá Pilisszentivánon, majd 1989. június 16-án egy marktleugasti aláírással is megerősítették azt. Ez volt a legelső alkalom, hogy az akkor még a szovjet blokkhoz tartozó Magyarország egy városi ranggal nem rendelkező települése, és egy nyugat-európai település között hivatalos partnerkapcsolat jöhetett létre, még a magyarországi rendszerváltást megelőzően. [Hozzávetőleg ugyanekkor kötött hasonló megállapodást két másik, városi joggal nem rendelkező magyarországi település is.] A partnerkapcsolat létrejöttében jelentős része volt a kulmbachi kerület (járás) akkori vezetésének, Franz Josef Strauss bajor miniszterelnöknek és Grósz Károly, a magyarországi Minisztertanács akkori elnöke személyes közbenjárásának is.
A Pilisszentiván és Marktleugast közti partnerkapcsolat a hasonló hazai testvértelepülési kapcsolatok többségénél jóval intenzívebb, több mint két évtized múltán is: a két község kultúrcsoportjai, sport- és tűzoltó egyesületei rendszeresen – olykor évente többször is – látogatják egymást, a családok és magánszemélyek egy része közt pedig még élénkebb a kapcsolattartás. A partnerségi megállapodás kerek évfordulóit rendre megünneplik mindkét településen: a 25 éves jubileum 2013. június 19. és 23. közt Pilisszentivánon megrendezett eseményei jelentős (mintegy 17 000 euró összértékű) Európai Uniós támogatással valósultak meg, a jubileum marktleugasti fordulójára pedig 2014. augusztus 27. és szeptember 1. között került sor. Ez utóbbi rendezvényen Magyarország kormányzati szinten is képviseltette magát, dr. B. Szabó Dezső kulturális diplomáciáért felelős helyettes államtitkár részvételével.

## Helyi lapok

### Szentiváni Újság
Első, még 1990 végén megjelent próbaszámát követően 1991-től jelenik meg rendszeresen, kereskedelmi forgalomban terjesztett helyi kiadványként, mindvégig havilap jelleggel, a magyar cím mellett a Sanktiwaner Zeitung német nyelvű címmel, és sok esetben két nyelven, vagy kizárólag németül publikált cikkekkel. Kiadója a kezdetektől egészen az ezredforduló utáni évekig a mindenkori polgármester (ezen időszak alatt mindvégig Pénzes Gábor) volt, megjelenését általában a községi önkormányzat is támogatta valamilyen formában. Miután azonban a lap szerkesztését a közreműködők nagyon sokáig díjazás nélkül végezték, egy-egy szerkesztőségi stáb többnyire csak néhány évig vállalta a lappal kapcsolatos teendőket. Ily módon már az 1990-es években, majd később is számos átalakuláson, illetve a szerkesztőség összetételét érintő változáson ment keresztül, a főszerkesztők, illetve felelős szerkesztők is gyakran váltották egymást a lapnál.
Megjelenésében 2004 után hosszabb szünet állt be, miután a települési önkormányzat úgy döntött, hogy ingyenesen terjesztett, minden háztartásba eljuttatott, információs lapot szeretne inkább látni a településen, ezért a Szentiváni Újságot megszüntetve új kiadvány alapításáról határozott Szentiváni Kisbíró néven. Ez utóbbi kiadvány 2009-ig működött, amikor is az önkormányzat, az előző évek tapasztalatait kiértékelve arra az álláspontra helyezkedett, hogy újból a Szentiváni Újság legyen a település hivatalos újságja. A 2010 márciusától újraindított (a korábbi Szentiváni Újságokhoz hasonlóan pénzért árusított) lap annyiban különbözött elődjeitől, hogy a felelős kiadójaként – korábbi jogszabályi változások miatt – már nem lehetett a hivatalban lévő polgármestert megjelölni, ezért a kiadó és a főszerkesztő személye azonos volt. A lap kiadója és főszerkesztője a 2010-es újraindulásától majdnem tíz évre Hegedűs András lett. A 2019-es magyarországi önkormányzati választást követően az új pilisszentiváni képviselő-testület úgy döntött, hogy a korábbiakhoz képest más formában kívánja megoldani a lakosság tájékoztatását a helyi ügyekről, ezért a Szentiváni Újság az addigi felállásában 2019 októberében jelent meg utoljára.

### Szentiváni Tükör
2003-tól indult meg magánkiadású helyi lapként, nem sokkal azt követően, hogy a Szentiváni Újság előző főszerkesztője (Klotz Mária) és szerkesztőségi stábja kénytelen volt távozni a hivatalos községi lap éléről, miután az önkormányzat pályázatot írt ki ez utóbbi kiadvány megjelentetésére és szerkesztésére, amely pályázaton Klotz Mária alulmaradt egy nem helybeli lakos pályázóval szemben.
Az újonnan alapított magánlap témái már kezdettől fogva csak részben voltak helyi vonatkozásúak, a lap terjedelmének jelentős része az akkor ellenzékben lévő nagypolitikai jobboldal számára fontos témákkal foglalkozott, illetve rendszeresen közölt hosszú interjúkat ilyen kötődésű közéleti személyiségekkel, akár politikusokkal is. Nyilván részben erre vezethető vissza az is, hogy terjesztési területe túlnyúlt Pilisszentiván határain: a lap kapható volt Solymár, Pilisvörösvár és néhány más környékbeli település bizonyos üzleteiben is.
A Szentiváni Tükör főszerkesztője mindvégig Klotz Mária maradt (aki időközben elnyerte a községi Fidesz-szervezet elnöki tisztségét is); a lap a 2010-es önkormányzati választások óta nem jelenik meg.

### Szentiváni Kisbíró
A községi önkormányzat ingyenesen terjesztett, igen egyszerű kivitelű, de minden pilisszentiváni háztartásba eljutó, havi megjelenésű újságja volt a 2000-es évtized második felében. Első lapszáma 2004. június 27-i dátummal jelent meg, utolsó száma pedig 2009-ben került a pilisszentiváni lakosok postaládájába, szerkesztését dr. Balogh Márta végezte néhány segítővel, akiknek névsora időről időre változott kisebb-nagyobb mértékben.
A Szentiváni Kisbíró (német nevén Sanktiwaner Kleinrichter) megjelenése idején a kereskedelmi forgalomban árusított Szentiváni Újság megjelenése szünetelt, ettől függetlenül ebben a hat évben szinte mindvégig két helyi lapja volt Pilisszentivánnak, lévén hogy ebben az időszakban működött települési szintű kiadványként a magánkiadású Szentiváni Tükör is.

### Szentiváni Harangszó
A római katolikus egyházközség ingyenesen, illetve adomány fejében terjesztett, kis formátumú (A5-ös oldalméretű), de teljes terjedelmében színes kivitelű kiadványa, amely a 2010-es évtized eleje óta jelenik meg, változó, 1~3 havonkénti gyakorisággal.

## Pilisszentiván az irodalomban, filmművészetben
- Egy Pilisszentivánhoz nagyon hasonlító, hegyvidéki bányásztelepülésen játszódik a szentiváni kötődésű Sarbu Aladár életrajzi elemeket és személyes élményeket is tartalmazó, Töredék című regénye.[48]
- Részben itt készült az 1960-as években a Germinal című film.
- Itt készült, és cselekménye szerint is itt játszódik a Szekondlájf című dokumentum-reality film.[49]
- Részben az itteni erdőkben forgatták a cselekménye szerint Észak-Olaszországban, az Isonzó vidékén játszódó, Szürke senkik című első világháborús tematikájú televíziós játékfilmet.[50]

## Kiadványok a településről
- Fogarasy Attila (szerk.): A Pilisszentiváni Német Nemzetiségi Általános Iskola és Művészeti Iskola centenáriumi évkönyve 1894-1994. Pilisszentiváni Német Nemzetiségi Általános Iskola és Művészeti Iskola, Pilisi-medence Kulturális Alapítvány, 1994.
- Tózsa István (szerk.): Pilisszentiván természeti értékei. Pilisszentivánért Faluszépítő és Környezetvédelmi Egyesület, 2000.
- Tózsa István (szerk.): Pilisszentiván társadalmi értékei. Pilisszentivánért Faluszépítő és Környezetvédelmi Egyesület, 2000.
- Georg Bauer: Egy népcsoport sorsfordító útja Szentivánról a kulmbachi járásba. (Sorozatszerkesztő dr. Mirk Mária.) Német Nemzetiségi Önkormányzat Pilisszentiván, 2006. december
- Feketéné Ziegler Ágota: Volt egyszer egy kastély. (Sorozatszerkesztő dr. Mirk Mária.) Német Nemzetiségi Önkormányzat Pilisszentiván, 2006. december
- Hegyeshalmi Hajnalka: A pilisszentiváni római katolikus templom története. (Sorozatszerkesztő dr. Mirk Mária.) Német Nemzetiségi Önkormányzat Pilisszentiván, 2007. március
- Engertné Gátas Mária: Múltunk a jelenben – Pilisszentiván tájháza. (Sorozatszerkesztő dr. Mirk Mária.) Német Nemzetiségi Önkormányzat Pilisszentiván, 2007. december
- Feketéné Ziegler Ágota: Szülőföldem szép határa 1. – Pilisszentiván régi földrajzi nevei. Pilisszentiván területének kialakulása és változásai.(Sorozatszerkesztő dr. Mirk Mária.) Német Nemzetiségi Önkormányzat Pilisszentiván, 2009. február
- Feketéné Ziegler Ágota: Szülőföldem szép határa 2. – Pilisszentiván régi földrajzi nevei. Pilisszentiván határ- és dűlőnevei (Sorozatszerkesztő dr. Mirk Mária.) Német Nemzetiségi Önkormányzat Pilisszentiván, 2009. február
- Gátas Erzsébet Judit: Fúvószenekarok Pilisszentivánon. (Sorozatszerkesztő dr. Mirk Mária.) Német Nemzetiségi Önkormányzat Pilisszentiván, 2009. február
- Frigyesy András–Mirk Mária (szerk.): Würzeln und Flügel – Gyökerek és szárnyak. Német Nemzetiségi Önkormányzat Pilisszentiván, 2009. június
- Feketéné Ziegler Ágota–Csovics Balázs–Fogarasy Attila (szerk.): Pilisszentiván Anno... Pilisszentiváni Helytörténeti Közhasznú Egyesület, 2009. december
- Mirk Mária (szerk.): Dalkincsünk 1. – A pilisszentiváni németek dalai. Német Nemzetiségi Önkormányzat Pilisszentiván, 2011. december
- Wittmann Viktória (szerk.): Pilisszentiván – Közérdekű információk. Pilisszentiván Község Polgármesteri Hivatala, 2012. június
- Feketéné Ziegler Ágota–Fogarasy Attila–Hegedűs András (szerk.): Egyszer volt, régen volt... Pilisszentiváni Helytörténeti Közhasznú Egyesület, 2012. december
- Hegedűs András (szerk.): Ezüstlakodalom. A települési testvérkapcsolat 25 éve – Silberhochzeit. 25 Jahre Gemeindenpartnerschaft. Pilisszentiván Község Önkormányzata, 2013. augusztus
- Mirk Mária (szerk.): Dalkincsünk 2. – A pilisszentiváni németek dalai. Német Nemzetiségi Önkormányzat Pilisszentiván, 2013. december
- Hegedűs András: Séta Pilisszentivánon – Spaziergang in Sanktiwan.. (Szerkesztette Hegedűs András és Feketéné Ziegler Ágota.) Pilisszentiváni Helytörténeti Közhasznú Egyesület, 2013. december[51]
- Feketéné Ziegler Ágota–Hegedűs András (szerk.): Unokáinknak szeretettel – Komp Károlyné Metzger Mária visszaemlékezései. Pilisszentiváni Helytörténeti Egyesület, 2014. december
- Tóth Árpád: A pilisi szénbányászat története 1848–1970. (Szerkesztette Óvári Sándor.) Pilisszentiváni Helytörténeti Egyesület, 2015. november